# KISS Radio
KISS Radio는 타이완의 4개의 도시 가오슝, 먀오리 시, 타이난시, 타이중시에 있는 라디오 방송국이다.

## 주파수
| 주파수  | 지역                        |
| ------- | --------------------------- |
| 99.9 FM | 가오슝시, 가오슝 현         |
| 97.1 FM | 타이난 현                   |
| 98.3 FM | 신주 시, 신주 현, 먀오리 현 |
| 99.7 FM | 타이중 현                   |